# الطريق المحلية رقم 524

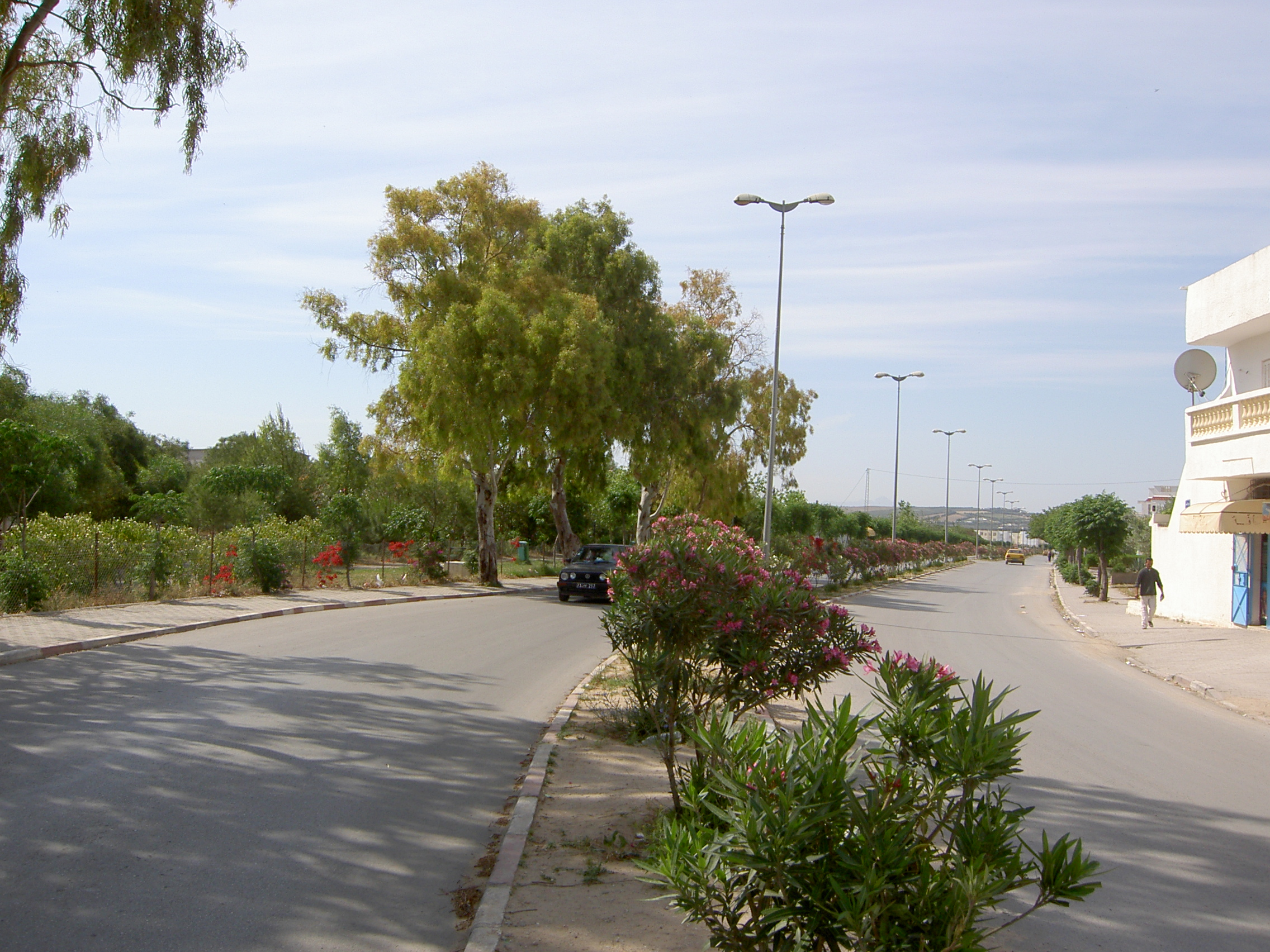
الطريق المحلية رقم 524 على مستوى مدينة شباو

الطريق المحلية رقم 524 أو ط م 524 طريق فرعية تونسية تصل بين الطريق الوطنية رقم 7 على مستوى مدينة وادي الليل والطريق الجهوية رقم ؟.